# Altomonte
Altomonte är en ort och kommun i provinsen Cosenza i regionen Kalabrien i Italien. Kommunen hade 4 382 invånare (2017).